# Adua (wulkan)
Adua także Aabida, Amoissa lub Dabita  – wygasły stratowulkan w południowej części zapadliska tektonicznego Afar w Etiopii. 

## Opis
Wygasły stratowulkan (1733 m n.p.m. ) w południowej części zapadliska tektonicznego Afar w Etiopii, na wschód od wulkanu Ayelu . 
Wulkan zbudowany jest ze skał ryolitowych i bazaltowych . Na szczycie znajduje się kaldera (4 × 5 km) powstała po erupcji ignimbrytowej . Wewnątrz kaldery znajduje się kopuła wulkaniczna zbudowana ze skał trachitowych zwieńczona mniejszą kalderą (o średnicy 2,5 km) . W kalderze znajdują się liczne fumarole . 
Data ostatniej erupcji nie jest znana . 